# Contea di Carter (Oklahoma)
La contea di Carter (in inglese Carter County) è una contea dello Stato dell'Oklahoma, negli Stati Uniti. La popolazione al censimento del 2000 era di 45 621 abitanti. Il capoluogo di contea è Ardmore.

## Confini
- Contea di Garvin (nord)
- Contea di Murray (nord-est)
- Contea di Johnston (est)
- Contea di Marshall (sud-est)
- Contea di Love (sud)
- Contea di Jefferson (sud-ovest)
- Contea di Stephens (nord-ovest)